# Initial Defense Communications Satellite Program

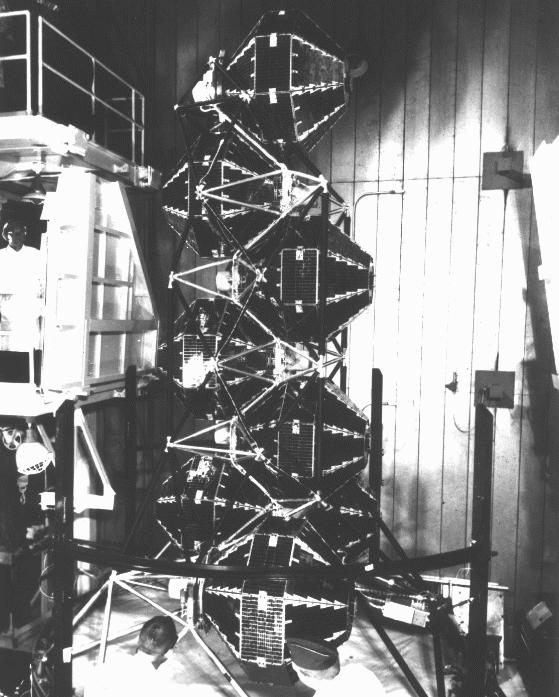
Satelity IDCSP w dyspenserze.

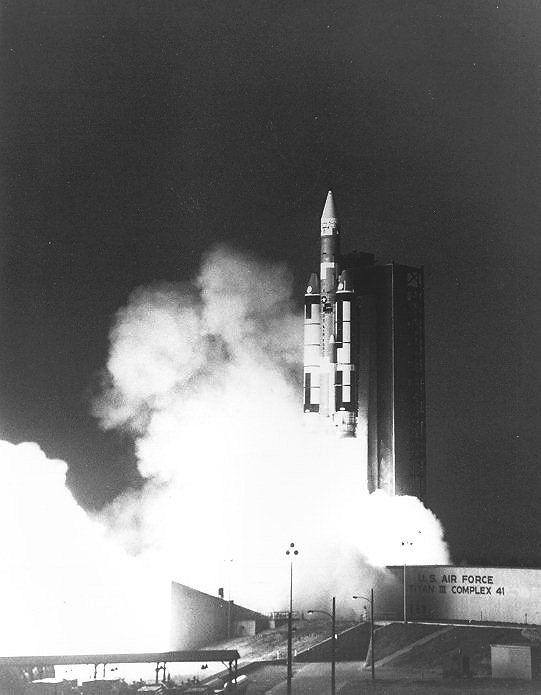
Start rakiety Titan 3C z satelitami IDCSP 8 do 15, 18 stycznia 1967.

Initial Defense Communications Satellite Program (również: NATO-1) – wojskowy, amerykański, pierwszy na świecie system łączności satelitarnej na orbitach zbliżonych do geostacjonarnych. Był wykorzystywany w trakcie wojny wietnamskiej do przesyłania zdjęć rozpoznawczych i innych danych. Również przez państwa NATO.
Powstał w miejsce anulowanego projektu Advent oraz jako następca programu Courier. Został zastąpiony systemami NATO-2 i DSCS-2.

## Geneza programu
W październiku 1961, wobec opóźnień w budowie górnego stopnia Centaur, dowództwo USAF zarekomendowało anulowanie programu satelitów łącznościowych Advent. Program borykał się z trudnościami związanymi z niedostatkami wiedzy i niewystarczającym postępem w dziedzinie elektroniki. Projektowana masa satelitów zbliżała się bowiem do maksymalnych osiągów rakiety. 31 marca 1962 dział systemów kosmicznych (Space Systems Division) rozpoczął przyjmowanie propozycji na rozwój i budowę systemu łączności satelitarnej na średnich orbitach, który zastąpił by projekt Advent.
W końcu maja 1962 sekretarz obrony Robert McNamara oficjalnie skasował projekt Adevt i zatwierdził opracowanie nowego systemu. 11 czerwca Departament Obrony Stanów Zjednoczonych przeorganizował zarządzanie wojskowymi systemami satelitarnymi między rodzajami sił zbrojnych, zgodnie z wytycznymi z 6 marca 1961. USAF otrzymało zwierzchnictwo nad opracowaniem, wytwarzaniem i wynoszeniem wszelkich urządzeń kosmicznych. Siły lądowe zachowały zwierzchnictwo nad segmentem naziemnym. Agencja Łączności Wojskowej (Defense Communications Agency, DCA) miała nadzorować integrację systemu. Potwierdziło to memorandum McNamary z 5 lipca 1962.
Do fazy IB, zdefiniowania programu, zaproszone zostały w czerwcu 1963 dwie konsorcja: Philco i Space Technology Laboratories oraz General Electric/Motorola. W lipcu 1964 toczono rozmowy między biurami programów IDCSP i Titan 3C na temat możliwości wynoszenia satelitów jako ładunków dodatkowych na rakietach Titan. Rakieta Atlas-Agena miała zostać opcją zapasową.
W październiku 1964 Departament Obrony przyznał wykonanie kontraktu firmie Philco-Ford. Firma odpowiadała za opracowanie i budowę satelitów i dyspensera.
20 października 1964 USAF i Air Force Systems Command (AFSC) zatwierdziły drugą fazę programu IDCSP z budżetem 30 mln USD. Umowa na drugą fazę została podpisana z Philco-Ford 8 dni później.

### Założenia
Grupa projektowa zarekomendowała, aby wykorzystać 7-8 satelitów o masie ok. 45 kg na losowych orbitach okołobiegunowych. Wyposażone miały być w transpondery pasma X pracujące na częstotliwości przeznaczonej wyłącznie do łączności satelitarnej. Ze wstępnych oszacowań wiadomo było, że satelitów nie będzie opłacało się wynosić pojedynczo. Stąd postanowiono użyć dyspensera i wynosić po kilka statków. Kolejny system łączności miał wykorzystywać większe satelity, wynoszone po dwa.

## Satelity
Konstelacja składa się z 27 identycznych satelitów wyniesionych czterema rakietami Titan 3C w ciągu 2 lat (do 8 naraz). Wynoszone były na wysokie orbity synchroniczne ze Słońcem. W zamyśle, stacja naziemna miała zawsze w polu widzenia zapasowego satelitę, na wypadek awarii statku zasadniczego. Pierwotnie miały być wykorzystywane przez 3 lata. Ostatecznie służyły 5 lat. Wyłączone zostały po 6 latach misji.
Każdy satelita był 26-ścianem, z których 24 pokrytych było 8000 ogniw słonecznych. Dostarczały one do w40 W mocy. Miał ok. 86 cm przekątnej i 45 kg masy. Satelity nie posiadały akumulatorów (nie pracowały znajdując się w cieniu Ziemi) ani aktywnego systemu kontroli położenia. Satelity były stabilizowane obrotowo. Ruch obrotowy nadawany był przez wyrzut zapasu azotu przez dwie dysze na obwodzie statku.
Każdy przenosił pojedynczy transponder pasma X o mocy 3 watów, z dwoma lampami z falą bieżącą (jedna zapasowa). Pojedynczy satelita mógł przekazywać do 600 połączeń głosowych i do 6 000 połączeń dalekopisowych.
W celach badawczych satelity posiadały prosty system nadawania telemetrii (modulacja PCM, częstotliwość środkowa nadajnika 400 MHz). Przesyłane były m.in. temperatura statku, kod identyfikacyjny, położenie osi obrotu (czujnik Słońca).
Satelity były wynoszone na losowe orbity równikowe, prawie kołowe.
ISCSP 19, nazywany również DATS, od Despun Antenna Test Satellite, przenosił i testował bardziej zaawansowaną antenę rozkładaną momentem obrotowym. Dawała ona dodatkowe 10 dB wzmocnienia.

### Oznaczenia
Satelity oznaczano akronimem programu, IDCSP, lub innymi akronimami: DSCS-1 lub NATO-1.
Starty satelitów :
- 16 czerwca 1966: IDSCP 1, IDSCP 2, IDSCP 3, IDSCP 4, IDSCP 5, IDSCP 6, IDSCP 7. Wyniesione razem z GGTS 1.
- 18 stycznia 1967: IDSCP 8, IDSCP 9, IDSCP 10, IDSCP 11, IDSCP 12, IDSCP 13, IDSCP 14, IDSCP 15.
- 1 lipca 1967: IDSCP 16, IDSCP 17, IDSCP 18, IDSCP 19. Wyniesione razem z DODGE.
- 13 czerwca 1968: IDSCP 20, IDSCP 21, IDSCP 22, IDSCP 23, IDSCP 24, IDSCP 25, IDSCP 26, IDSCP 27.

Jedna partia satelitów (niedoszłych IDSCP 8 do 14, wraz z GGTS 2) została utracona w nieudanym starcie rakiety 26 sierpnia 1966. Oznaczonego jako 1966-F08. Rakieta została celowa zniszczona 80 sekund po starcie z uwagi na usterkę osłony aerodynamicznej. W rezultacie śledztwa zmieniono osłonę wykonaną z włókna szklanego na wykonaną z aluminium.
W przypadku 4 satelitów doszło do przełączenia się na zapasowe lampy wzmacniające.